# Olmeta-di-Capocorso
Olmeta-di-Capocorso é uma comuna francesa na região administrativa de Córsega, no departamento da Alta Córsega. Estende-se por uma área de 21,57 km². 